# Kanurennsport-Europameisterschaften 2008
Die Kanurennsport-Europameisterschaften 2008 fanden in Mailand in Italien statt. Es waren die 20. Europameisterschaften, Ausrichter war der Europäische Kanuverband ECA.

## Ergebnisse
Insgesamt wurden Wettbewerbe in 27 Kategorien ausgetragen, davon  9 für Frauen.

### Herren

#### Kanadier
| Disziplin | Disziplin | Gold                                                                                     | Leistung     | Silber                                                                 | Leistung     | Bronze                                                                                  | Leistung     |
| --------- | --------- | ---------------------------------------------------------------------------------------- | ------------ | ---------------------------------------------------------------------- | ------------ | --------------------------------------------------------------------------------------- | ------------ |
| C1        | 200 m     | Nikolai Lipkin                                                                           | 40,204 s     | Dzmitry Vaitsishkin                                                    | 41,627 s     | László Foltán                                                                           | 41,707 s     |
| C1        | 500 m     | Nikolai Lipkin                                                                           | 1:56,156 min | Sebastian Brendel                                                      | 1:56,435 min | Jurij Tscheban                                                                          | 1:57,569 min |
| C1        | 1000 m    | Mathieu Goubel                                                                           | 3:38,869 min | Konstantin Fomitschow                                                  | 3:59,723 min | Sebastian Brendel                                                                       | 4:00,989 min |
| C2        | 200 m     | LitauenTomas Gadeikis Raimundas Labuckas                                                 | 37,167 s     | RusslandIwan Schtyl Jewgeni Ignatow                                    | 37,177 s     | UngarnAttila Végh Gergely Kovács                                                        | 38,577 s     |
| C2        | 500 m     | RusslandSergei Ulegin Alexander Kostoglod                                                | 1:48,271 min | UngarnGyörgy Kozmann György Kolonics                                   | 1:48,918 min | BulgarienDeyan Georgiev Adnan Aliev                                                     | 1:49,028 min |
| C2        | 1000 m    | BelarusAljaksandr Bahdanowitsch Andrej Bahdanowitsch                                     | 3:40,655 min | UkraineSergey Bezugliy Maksym Prokopenko                               | 3:41,192 min | PolenPaweł Baraszkiewicz Wojciech Tyszyński                                             | 3:41,955 min |
| C4        | 200 m     | RusslandIwan Schtyl Jewgeni Ignatow Nikolai Lipkin Wiktor Melantjew                      | 34,613 s     | UngarnPéter Balázs Gábor Horváth Márton Joób Pál Sarudi                | 34,979 s     | BelarusDzmitry Rabchanka Dzmitry Vaitsishkin Aliaksandr Vauchetski Aliaksandr Zhukouski | 35,096 s     |
| C4        | 500 m     | RumänienCătălin Costache Constantin Popa Silviu Simioncencu Nicolae Flocea               | 1:39,237 min | UngarnGábor Horváth Péter Balázs Pál Sarudi Márton Joób                | 1:40,547 min | RusslandMichail Pawlow Roman Krugljakow Alexander Kowaljow Dmitri Sergejew              | 1:40,857 min |
| C4        | 1000 m    | BelarusDzmitry Rabchanka Dzmitry Vaitsishkin Aliaksandr Vauchetski Kanstantsin Shcharbak | 3:23,836 min | RumänienCătălin Costache Florin Mironcic Andrei Cuculici Iosif Chirilă | 3:24,559 min | PolenArkadiusz Tonski Adam Ginter Łukasz Gros Łukasz Woszczyński                        | 3:25,116 min |

#### Kajak
| Disziplin | Disziplin  | Gold                                                                    | Leistung     | Silber                                                                    | Leistung     | Bronze                                                                          | Leistung     |
| --------- | ---------- | ----------------------------------------------------------------------- | ------------ | ------------------------------------------------------------------------- | ------------ | ------------------------------------------------------------------------------- | ------------ |
| K1        | 200 Meter  | Vytautas Vaičikonis                                                     | 36,333 s     | Péter Molnár                                                              | 36,506 s     | Aleksejs Rumjancevs                                                             | 38,536 s     |
| K1        | 500 Meter  | Kasper Bleibach                                                         | 1:44,598 min | Michele Zerial                                                            | 1:44,638 min | Anton Rjachow                                                                   | 1:45,275 min |
| K1        | 1000 Meter | Tim Brabants                                                            | 3:33,493 min | Gábor Kucsera                                                             | 3:33,563 min | Max Hoff                                                                        | 3:34,960 min |
| K2        | 200 Meter  | BelarusWadsim Machneu Raman Petruschenka                                | 32,920 s     | LitauenEgidijus Balčiūnas Alvydas Duonėla                                 | 33,374 s     | UngarnPéter Molnár Viktor Kadler                                                | 33,454 s     |
| K2        | 500 Meter  | DeutschlandTim Wieskötter Ronald Rauhe                                  | 1:33,432 min | SpanienSaúl Craviotto Carlos Pérez                                        | 1:33,925 min | LitauenEgidijus Balčiūnas Alvydas Duonėla                                       | 1:35,222 min |
| K2        | 1000 Meter | DänemarkRené Holten Poulsen Kim Wråe Knudsen                            | 3:16,003 min | SpanienJavier Hernanz Agueria Diego Cosgaya Noriega                       | 3:16,336 min | FrankreichPhilippe Colin Cyrille Carre                                          | 3:17,616 min |
| K4        | 200 Meter  | BelarusRaman Petruschenka Ruslan Bichan Dziamyan Turchyn Wadsim Machneu | 30,721 s     | SerbienOgnjen Filipović Bora Sibinkic Milan Đenadić Dragan Zorić          | 30,784 s     | UngarnMárton Sík Gergely Boros Attila Csamango Balázs Babella                   | 31,904 s     |
| K4        | 500 Meter  | SlowakeiJuraj Tarr Richard Riszdorfer Michal Riszdorfer Erik Vlček      | 1:20,655 min | UngarnZoltán Benkő Gábor Kucsera Viktor Kadler Zoltán Kammerer            | 1:21,822 min | BelarusMakhneu Vadzim Artur Litwintschuk Aljaksej Abalmassau Raman Petruschenka | 1:21,822 min |
| K4        | 1000 Meter | SlowakeiRichard Riszdorfer Michal Riszdorfer Erik Vlček Juraj Tarr      | 3:02,876 min | DeutschlandTorsten Eckbrett Lutz Altepost Norman Bröckl Björn Goldschmidt | 3:04,284 min | ItalienAntonio Rossi Franco Benedini Luca Piemonte Alberto Ricchetti            | 3:04,532 min |

### Frauen

#### Kajak
| Disziplin | Disziplin  | Gold                                                                               | Leistung     | Silber                                                                               | Leistung     | Bronze                                                                   | Leistung     |
| --------- | ---------- | ---------------------------------------------------------------------------------- | ------------ | ------------------------------------------------------------------------------------ | ------------ | ------------------------------------------------------------------------ | ------------ |
| K1        | 200 Meter  | Lucy Hardy                                                                         | 41,399 s     | Inna Osipenko-Radomska                                                               | 41,607 s     | Dorota Kuczkowska                                                        | 42,471 s     |
| K1        | 500 Meter  | Katalin Kovács                                                                     | 1:56,195 min | Katrin Wagner-Augustin                                                               | 1:56,475 min | Josefa Idem                                                              | 1:57,035 min |
| K1        | 1000 Meter | Dalma Benedek                                                                      | 3:59,304 min | Antonija Nađ                                                                         | 4:03,961 min | Marina Schuck                                                            | 4:04,134 min |
| K2        | 200 Meter  | SlowakeiMartina Kohlová Ivana Kmeťová                                              | 38,198 s     | PolenSandra Pawelczak Marta Walczykiewicz                                            | 39,158 s     | UngarnMelinda Patyi Krisztina Fazekas                                    | 39,183 s     |
| K2        | 500 Meter  | UngarnDanuta Kozák Gabriella Szabó                                                 | 1:48,459 min | FinnlandJenni Mikkonen Anne Rikala                                                   | 1:49,426 min | DeutschlandFanny Fischer Nicole Reinhardt                                | 1:49,502 min |
| K2        | 1000 Meter | UngarnErika Medveczky Berenike Faldum                                              | 3:44,105 min | PolenMarta Walczykiewicz Sandra Pawelczak                                            | 3:47,905 min | RumänienLidia Talpă Alina Chirila                                        | 3:49,932 min |
| K4        | 200 Meter  | UngarnMelinda Patyi Krisztina Fazekas Danuta Kozák Tímea Paksy                     | 35,915 s     | RusslandNadezda Petrova Nadezda Pishulina Natalija Lobowa Alexandra Tomnikova        | 36,559 s     | SerbienMiljana Knezevic Antonija Panda Marta Tibor Renata Major-Kubik    | 36,592 s     |
| K4        | 500 Meter  | DeutschlandKatrin Wagner-Augustin Nicole Reinhardt Conny Waßmuth Carolin Leonhardt | 1:32,953 min | UngarnKatalin Kovács Tímea Paksy Dalma Benedek Krisztina Fazekas                     | 1:33,547 min | SpanienBeatriz Manchón Jana Šmidáková Teresa Portela Sonia Molanes Costa | 1:34,813 min |
| K4        | 1000 Meter | UngarnAlexandra Keresztesi Dalma Benedek Krisztina Fazekas Tímea Paksy             | 3:28,303 min | PolenBeata Mikołajczyk Edyta Dzieniszewska Małgorzata Chojnaczka Ewelina Wojnarowska | 3:30,613 min | RumänienAlina Chirila Lidia Talpă Florica Vulpeş Iulia Pascu             | 3:36,400 min |

## Medaillenspiegel
| Platz  | Land                   | Gold | Silber | Bronze | Gesamt |
| ------ | ---------------------- | ---- | ------ | ------ | ------ |
| 1      | Ungarn                 | 6    | 7      | 5      | 18     |
| 2      | Russland               | 4    | 3      | 2      | 9      |
| 3      | Belarus                | 4    | 1      | 2      | 7      |
| 4      | Slowakei               | 3    | 0      | 0      | 3      |
| 5      | Deutschland            | 2    | 3      | 4      | 9      |
| 6      | Litauen                | 2    | 1      | 1      | 4      |
| 7      | Dänemark               | 2    | 0      | 0      | 2      |
| 7      | Vereinigtes Königreich | 2    | 0      | 0      | 2      |
| 9      | Rumänien               | 1    | 1      | 2      | 4      |
| 10     | Frankreich             | 1    | 0      | 1      | 2      |
| 11     | Polen                  | 0    | 3      | 3      | 6      |
| 12     | Serbien                | 0    | 2      | 1      | 1      |
| 12     | Spanien                | 0    | 2      | 1      | 1      |
| 12     | Ukraine                | 0    | 2      | 1      | 1      |
| 15     | Italien                | 0    | 1      | 2      | 3      |
| 16     | Finnland               | 0    | 1      | 0      | 1      |
| 17     | Bulgarien              | 0    | 0      | 1      | 1      |
| 17     | Lettland               | 0    | 0      | 1      | 1      |
| Gesamt |                        | 27   | 27     | 27     | 81     |